# Estádio Aldévio Barbosa de Lemos
O Estádio Municipal General Aldévio Barbosa de Lemos é um estádio de futebol localizado na cidade de Campo Limpo Paulista, no estado de São Paulo, pertence à prefeitura municipal e tem capacidade para 5.400 pessoas.

## História do estádio
Aldévio Barbosa de Lemos foi um general do exército, foi também Secretário de Segurança Pública do Estado de São Paulo no governo de Adhemar de Barros. Aldévio colaborou para a emancipação de Campo Limpo Paulista, onde  possuía um sítio no bairro do Moinho. Foi homenageado pelo então prefeito da cidade, Alcebíades Pardal Grandizoli, com o nome do estádio.

## Copa São Paulo de Futebol Júnior de 2012
O estádio foi sede do Grupo J da Copa São Paulo de Futebol Júnior de 2012, que tinha em seu grupo Vitória, Portuguesa, Red Bull Brasil e Sertãozinho

## Grupo J
| Time            | Pts | J | V | E | D | GP | GS | SG  |
| --------------- | --- | - | - | - | - | -- | -- | --- |
| Red Bull Brasil | 6   | 3 | 2 | 0 | 1 | 8  | 3  | +5  |
| Vitória         | 6   | 3 | 2 | 0 | 1 | 6  | 2  | +4  |
| Portuguesa      | 6   | 3 | 2 | 0 | 1 | 6  | 5  | +1  |
| Sertãozinho     | 0   | 3 | 0 | 0 | 3 | 1  | 11 | -10 |

| 4 de janeiro | Red Bull Brasil               | 2 – 3 | Portuguesa                          | Estádio Aldévio Barbosa Lemos, Campo Limpo Paulista |
| 14:00        | Augusto 88' · Rui Salazar 89' |       | Jean 34' · Marcelo 47' · Luan 90+3' |                                                     |

| 4 de janeiro | Vitória                                                | 4 – 0 | Sertãozinho | Estádio Aldévio Barbosa Lemos, Campo Limpo Paulista |
| 16:00        | William 14' · José Uelisson 36' · Mauro Franco 67' 86' |       |             |                                                     |

| 8 de janeiro | Red Bull Brasil                                                        | 4 – 0 | Sertãozinho | Estádio Aldévio Barbosa Lemos, Campo Limpo Paulista |
| 14:00        | Rui Salazar 2' · Matheus Ferreira 13' · Augusto 36' · Lucas Venuto 46' |       |             |                                                     |

| 8 de janeiro | Portuguesa | 0 – 2 | Vitória                         | Estádio Aldévio Barbosa Lemos, Campo Limpo Paulista |
| 16:00        |            |       | William 48' · Agdom 90+3' (pen) |                                                     |

| 11 de janeiro | Sertãozinho | 1 – 3 | Portuguesa                   | Estádio Aldévio Barbosa Lemos, Campo Limpo Paulista |
| 14:00         | Andrade 24' |       | Eduardo 15' 68' · Jean 90+3' |                                                     |

| 11 de janeiro | Red Bull Brasil               | 2 – 0 | Vitória | Estádio Aldévio Barbosa Lemos, Campo Limpo Paulista |
| 16:00         | Rui Salazar 22' · Augusto 47' |       |         |                                                     |